# ノミ行為
ノミ行為（ノミこうい）とは、先物取引等相場性を有する取引きの委託または委託の取り次ぎを受けた者が、それをせず自分が取引きの当事者となって、取引きを成立させることをいう。呑行為、のみ行為とも書く。
私設投票所の開設についてのいわゆる「ノミ行為」はノミ屋を参照。

## 例
商品取引員（いわゆる先物会社）が客から商品の売買を委託されたが、取引所で売買せず商品取引員自身が売買の相手方になって、商品取引員が有利なように取引を行なう。その一方で、客には取引所で売買したことにして手数料や証拠金を徴収する（証券会社と有価証券に関する上記と同様の行為もノミ行為という）。
このような業者は、相場が顧客の予想と逆の動きとなった場合は、委託金をそのまま業者の利益とし、一方、予想どおりの動きとなり客に委託金以上の金額を返還しなければならなくなった場合には、その金額を元手に次の取引を勧め、その顧客の予想が外れるまで継続させることにより、結果的にノミ行為を行った業者のみに利益が生ずることとなる。

## 法令

### 商品取引
ノミ行為は、顧客に損害があろうとなかろうと、商品先物取引法第212条により禁止されている。

### 金融取引
以前は、商品取引同様、証券取引法第129条や金融先物取引法第73条等により、明示的に禁止されていたが、規制緩和の傾向を受けた2004年改正において、投資家の自己責任も意識して、事前の開示を前提とした取次業者（証券会社）の『最良執行義務』が導入されたことにより削除された。すなわち、事前に投資家に告知しており、最良執行方針に則っていれば、取次業者が、取引所に出さずに執行しても良い場合がある（いわゆるノミ行為を認める）ということとなった。2007年、証券取引法や金融先物取引法は金融商品取引法に統合されたが、この方針は継続され採用されている。

### その他刑法などによる規制
例後段のように、取次業者が、顧客に損害を与え、利益を得ることを意図していた場合は、詐欺罪が成立する可能性がある。
また、これらの金融商品の委託または委託の取り次ぎは、各々の法律により取り扱いの認可を受けた者でなければ取り扱えないため、業者以外の一般人が行えば（自ら取引所に発注できないのでノミ行為となる可能性が高い）、勧誘を行った時点で、各々の法律違反になるのみならず、詐欺罪や賭博罪に問われることとなる。